# Pascal de Duve
Pascal de Duve (Anversa, 5 febbraio 1964 – Parigi, 16 aprile 1993) è stato uno scrittore francofono belga.

## Vita
Sono scarse le notizie sull'infanzia dell'autore, che si mostrò precocemente curioso di tutto, tanto che a undici anni incominciò quella che chiamava "collezione di lingue" ed arrivò a parlarne almeno quindici.
Tra il 1982 e il 1983 Studia sinologia ed egittologia in Belgio, alla Katolieke Universiteit di Lovanio.
Nel 1984, a vent'anni, parte come volontario in missione umanitaria in mezzo ai diseredati dei sobborghi del Cairo.
Nel 1987 si trasferisce a Parigi, dove pubblicherà i suoi due romanzi, e si laurea in filosofia, materia che insegnerà per due anni nel 1990-91.
De Duve muore di Aids a soli 29 anni, prima di concludere la scrittura di un'opera sulla malattia.

## Opera
Pubblicò il suo primo romanzo, Izo, per la Lattès, nel 1989: in Francia fu un immediato successo di pubblico e critica. Il romanzo è nominato, l'anno successivo, al premio belga Victor Russel, l'8 settembre 1990 vince la "Plume d'or" al Gran premio letterario di Vallauris e il 15 marzo 1991 vince il premio "Bernard Palissy". Ancora, nel 1991, il romanzo è nominato per il premio letterario belga "NCR".
Sieropositivo ed omosessuale l'autore decise di rendere testimonianza pubblica della sua condizione nel 1993 con la pubblicazione di "Cargo Vie. Vingt-six jours du crépuscule flamboyant d'un jeune homme passionné" (traduzione italiana come: Cargo Vita. Ventisei giorni del crepuscolo sfavillante di un ragazzo appassionato), un autobiografico giornale di bordo di una crociera sull'Atlantico scritto tra il 28 maggio e il 22 giugno del 1992, nel quale fa i conti con un amore finito e con la malattia ormai in fase avanzata.
Pascal De Duve appare, dopo la pubblicazione, in numerose trasmissioni televisive (Ex libris, La marche du siècle, Durant la nuit), e con coraggio e sincerità, offre un messaggio di conforto ai malati di Aids.
Alla sua morte amici e parenti decidono di non archiviare l'ultimo lavoro al quale lo scrittore si stava dedicando, che viene pubblicato postumo con il titolo L'orage de vivre (gioco di parole fra "rabbia di vivere" e "tempesta di vita"), nel quale ancora una volta lo scrittore, malgrado la tragicità della sua condizione di malato terminale, lancia messaggi di ottimismo:

## Opere
- Duve, Pascal de, Cargo Vita. Ventisei giorni del crepuscolo sfavillante di un ragazzo appassionato, Edizioni del Cardo, Roma 2005, ISBN 8860750024.
- Duve, Pascal de, Izo, Edizioni del Cardo, Roma 2006.